# Poa fibrifera
Poa fibrifera är en gräsart som beskrevs av Pilg.. Poa fibrifera ingår i släktet gröen, och familjen gräs. Inga underarter finns listade i Catalogue of Life.